# Berner Sport Club Young Boys 2011-2012
Questa voce raccoglie le informazioni riguardanti il Berner Sport Club Young Boys nelle competizioni ufficiali della stagione 2011-2012.

## Stagione
Nella stagione 2011-2012 lo Young Boys, allenato da Christian Gross e Erminio Piserchia, concluse il campionato di Super League al 3º posto. In Coppa Svizzera lo Young Boys fu eliminato agli ottavi di finale dal Winterthur. In Europa League lo Young Boys fu eliminato ai playoff dal Braga.

## Rosa
| N. |                       | Ruolo | Calciatore          |
| -- | --------------------- | ----- | ------------------- |
| 1  | Svizzera (bandiera)   | P     | Marco Wölfli        |
| 2  | Venezuela (bandiera)  | D     | Alexander González  |
| 2  | Rep. Ceca (bandiera)  | D     | Jan Lecjaks         |
| 3  | Finlandia (bandiera)  | D     | Juhani Ojala        |
| 4  | Svizzera (bandiera)   | D     | Alain Nef           |
| 6  | Danimarca (bandiera)  | C     | Michael Silberbauer |
| 8  | Svezia (bandiera)     | C     | Alexander Farnerud  |
| 9  | Paraguay (bandiera)   | A     | Raúl Bobadilla      |
| 10 | Svizzera (bandiera)   | C     | Moreno Costanzo     |
| 11 | Svizzera (bandiera)   | A     | Nassim Ben Khalifa  |
| 13 | Montenegro (bandiera) | D     | Elsad Zverotić      |
| 15 | Canada (bandiera)     | C     | Josh Simpson        |
| 16 | Svizzera (bandiera)   | C     | Mario Raimondi      |
| 17 | Svizzera (bandiera)   | C     | Christoph Spycher   |
| 18 | Svizzera (bandiera)   | P     | Yvon Mvogo          |

| N. |                               | Ruolo | Calciatore        |
| -- | ----------------------------- | ----- | ----------------- |
| 19 | Camerun (bandiera)            | C     | Freddy Mveng      |
| 21 | Svizzera (bandiera)           | C     | David Degen       |
| 22 | Serbia (bandiera)             | D     | Dušan Veškovac    |
| 23 | Svizzera (bandiera)           | A     | Matias Vitkieviez |
| 24 | Zambia (bandiera)             | A     | Emmanuel Mayuka   |
| 25 | Venezuela (bandiera)          | A     | Josef Martínez    |
| 26 | Svizzera (bandiera)           | D     | Marco Bürki       |
| 27 | Svizzera (bandiera)           | P     | Ivan Benito       |
| 29 | Svizzera (bandiera)           | C     | Raphaël Nuzzolo   |
| 30 | Costa d'Avorio (bandiera)     | C     | Kouadio Doubai    |
| 31 | Macedonia del Nord (bandiera) | D     | Ezgjan Alioski    |
| 32 | Svizzera (bandiera)           | A     | Michael Frey      |
| 34 | Svizzera (bandiera)           | C     | Leonardo Bertone  |
|    | Costa d'Avorio (bandiera)     | C     | Youssouf Traoré   |

## Organigramma societario
Area tecnica
- Allenatore: Erminio Piserchia
- Allenatore in seconda: Thomas Häberli
- Preparatore dei portieri: Paolo Collaviti
- Preparatori atletici:

## Calciomercato

### Sessione estiva
| Acquisti | Acquisti            | Acquisti        | Acquisti |
| R.       | Nome                | da              | Modalità |
| -------- | ------------------- | --------------- | -------- |
| D        | Juhani Ojala        | HJK             |          |
| A        | Nassim Ben Khalifa  | Norimberga      |          |
| D        | Jan Lecjaks         | Anderlecht      |          |
| C        | Freddy Mveng        | Neuchâtel Xamax |          |
| C        | Raphaël Nuzzolo     | Neuchâtel Xamax |          |
| C        | Michael Silberbauer | Utrecht         |          |
| C        | Youssouf Traoré     | Losanna         |          |
| D        | Dušan Veškovac      | Lucerna         |          |
| D        | Elsad Zverotić      | Lucerna         |          |

| Cessioni | Cessioni            | Cessioni       | Cessioni |
| R.       | Nome                | a              | Modalità |
| -------- | ------------------- | -------------- | -------- |
| A        | Henri Bienvenu      | Fenerbahçe     |          |
| D        | Ammar Jemal         | Colonia        |          |
| P        | Hrvoje Bukovski     | Kriens         |          |
| D        | Adriano De Pierro   | Stade Nyonnais |          |
| C        | Thierry Doubaï      | Udinese        |          |
| C        | Senad Lulić         | Lazio          |          |
| C        | Christian Schneuwly | Thun           |          |
| A        | Albert Spahiu       | Magonza II     |          |
| C        | Matteo Tosetti      | Young Boys II  |          |
| D        | Sven Zimmermann     | Kriens         |          |

### Sessione invernale
| Acquisti | Acquisti           | Acquisti            | Acquisti |
| R.       | Nome               | da                  | Modalità |
| -------- | ------------------ | ------------------- | -------- |
| A        | Raúl Bobadilla     | Borussia M'gladbach |          |
| C        | Josh Simpson       | Manisaspor          |          |
| A        | Matias Vitkieviez  | Servette            |          |
| A        | Josef Martínez     | Caracas             |          |
| D        | Alexander González | Caracas             |          |

| Cessioni | Cessioni          | Cessioni     | Cessioni |
| R.       | Nome              | a            | Modalità |
| -------- | ----------------- | ------------ | -------- |
| D        | Scott Sutter      | Zurigo       |          |
| D        | François Affolter | Werder Brema |          |
| D        | Emiliano Dudar    | D.C. United  |          |
| C        | Dario Dussin      | Bienne       |          |
| A        | Marco Schneuwly   | Thun         |          |

## Risultati

### Super League

#### Prima fase, girone di andata
| Arbitro: | Studer |

|            |           |          |
| Mayuka 56’ | Marcatori | 50’ Zoua |

| Arbitro: | Hänni |

|         |           |                         |
| Sio 90’ | Marcatori | 34’ Schneuwly 85’ Degen |

| Arbitro: | Kever |

|                     |           |               |
| Schneider 2’ (aut.) | Marcatori | 4’ Vitkieviez |

| Arbitro: | Studer |

|          |           |            |
| Hyka 85’ | Marcatori | 48’ Mayuka |

| Arbitro: | Jaccottet |

|  |           |                                      |
|  | Marcatori | 14’ Farnerud 80’ Costanzo 90’ Mayuka |

| Arbitro: | Carrell |

|  |           |                                |
|  | Marcatori | 29’ (rig.) Lezcano 86’ Andrist |

| Arbitro: | Hänni |

|              |           |                                            |
| Nef 24’, 83’ | Marcatori | 74’ Đurić 85’ (aut.) Affolter 90’ Alphonse |

| Arbitro: | Kever |

|  |           |                              |
|  | Marcatori | 7’, 31’ Farnerud 86’ Nuzzolo |

| Arbitro: | Jaccottet |

|                                         |           |            |
| Khalifa 16’ Spycher 20’ Mayuka 59’, 70’ | Marcatori | 45’ Tréand |

#### Prima fase, girone di ritorno
| Arbitro: | Harkam |

|           |           |                      |
| Nikçi 51’ | Marcatori | 35’ Nef 71’ Costanzo |

| Arbitro: | Gremaud |

|              |           |  |
| Veškovac 58’ | Marcatori |  |

| Arbitro: | Carrell |

|  |           |             |
|  | Marcatori | 64’ Mustafi |

| Neuchâtel 27 ottobre 2011, ore 19:45 CEST 13ª giornata | Neuchâtel Xamax | 0 – 0 referto | Young Boys | La Maladière (3 243 spett.)\| Arbitro: \| Hänni \| |
| Arbitro:                                               | Hänni           |               |            |                                                    |

| Arbitro: | Gremaud |

|                                          |           |               |
| Mayuka 22’, 79’ Farnerud 29’ Lecjaks 72’ | Marcatori | 39’ Moussilou |

| Arbitro: | Hameter |

|                |           |  |
| Vitkieviez 44’ | Marcatori |  |

| Arbitro: | Kever |

|              |           |  |
| Streller 27’ | Marcatori |  |

| Arbitro: | Studer |

|             |           |                   |
| Costanzo 9’ | Marcatori | 12’ (aut.) Wölfli |

| Arbitro: | Graf |

|              |           |             |
| Schneuwly 9’ | Marcatori | 27’ Khalifa |

#### Seconda fase, girone di andata
| Arbitro: | Hänni |

|                                  |           |           |
| Vitkieviez 4’, 28’ Bobadilla 43’ | Marcatori | 86’ Rüfli |

| Arbitro: | Klossner |

|  |           |                    |
|  | Marcatori | 83’ (rig.) Spycher |

| Arbitro: | Kever |

|                                 |           |                          |
| Spycher 32’ (rig.) Costanzo 76’ | Marcatori | 71’ Streller 90’ Stocker |

| Arbitro: | Studer |

|                 |           |  |
| Lezcano 4’, 37’ | Marcatori |  |

| Losanna 4 marzo 2012, ore 16:00 CET 23ª giornata | Losanna | 0 – 0 referto | Young Boys | Stade Olympique de la Pontaise (5 800 spett.)\| Arbitro: \| Gremaud \| |
| Arbitro:                                         | Gremaud |               |            |                                                                        |

| Berna 11 marzo 2012, ore CET 24ª giornata | Young Boys | 0 – 0 referto | Neuchâtel Xamax | Stade de Suisse |

| Arbitro: | Jaccottet |

|                             |           |  |
| Feltscher 65’ de Ridder 90’ | Marcatori |  |

| Arbitro: | Studer |

|                                                       |           |  |
| Spycher 31’ (rig.) Bobadilla 43’ Degen 82’ Mayuka 90’ | Marcatori |  |

| Arbitro: | Hänni |

|                         |           |                       |
| Nef 6’ (aut.) Drmić 79’ | Marcatori | 61’ Nef 86’ Bobadilla |

#### Seconda fase, girone di ritorno
| Arbitro: | Wermelinger |

|                        |           |                                   |
| Silberbauer 58’ (rig.) | Marcatori | 21’ Moussilou 42’ Roux 79’ Kamber |

| Arbitro: | Amhof |

|                    |           |                            |
| Bobadilla 18’, 48’ | Marcatori | 38’ de Ridder 88’ Hajrović |

| 22 aprile 2012, ore CEST 30ª giornata | Neuchâtel Xamax | 0 – 0 referto | Young Boys |  |

| Arbitro: | Klossner |

|                                  |           |              |
| de Azevedo 63’ (rig.) Yartey 90’ | Marcatori | 49’ Costanzo |

| Arbitro: | Carrell |

|               |           |  |
| Bobadilla 42’ | Marcatori |  |

| Arbitro: | Jaccottet |

|                            |           |                               |
| González 9’ Vitkieviez 61’ | Marcatori | 72’ Ferreira 90’ (rig.) Gygax |

| Arbitro: | Hänni |

|                           |           |                               |
| Schneuwly 10’ Wittwer 37’ | Marcatori | 31’ Mayuka 77’ (rig.) Spycher |

| Arbitro: | Amhof |

|                                     |           |  |
| Farnerud 31’ Bobadilla 61’ Frey 90’ | Marcatori |  |

| Arbitro: | Studer |

|             |           |                             |
| Shaqiri 33’ | Marcatori | 19’ Costanzo 80’ Vitkieviez |

### Coppa Svizzera
| 17 settembre 2011, ore 19:00 CEST Primo turno | FC Domdidier | 0 – 8 | Young Boys |  |

| 16 ottobre 2011, ore 14:30 CEST Secondo turno | Freienbach | 0 – 4 | Young Boys |  |

| 27 novembre 2011, ore 14:30 CET Ottavi di finale | Winterthur | – | Young Boys |  |

### Europa League

#### Fase di qualificazione
| Arbitro: | Mazzoleni |

|                             |           |           |
| Farnerud 22’ Degen 33’, 79’ | Marcatori | 34’ Brüls |

| Arbitro: | Trutz |

|  |           |                           |
|  | Marcatori | 5’ Schneuwly 77’ Bienvenu |

| Braga 18 agosto 2011, ore 22:00 CEST Playoff | Braga | 0 – 0 referto | Young Boys | Stadio comunale di Braga (12 458 spett.)\| Arbitro: \| Gil \| |
| Arbitro:                                     | Gil   |               |            |                                                               |

| Arbitro: | Bebek |

|                         |           |                      |
| Mayuka 61’ Farnerud 81’ | Marcatori | 24’ Barbosa 78’ Lima |

## Statistiche

### Statistiche di squadra
| Competizione   | Punti | In casa | In casa | In casa | In casa | In casa | In casa | In trasferta | In trasferta | In trasferta | In trasferta | In trasferta | In trasferta | Totale | Totale | Totale | Totale | Totale | Totale | DR  |
| Competizione   | Punti | G       | V       | N       | P       | Gf      | Gs      | G            | V            | N            | P            | Gf           | Gs           | G      | V      | N      | P      | Gf     | Gs     | DR  |
| -------------- | ----- | ------- | ------- | ------- | ------- | ------- | ------- | ------------ | ------------ | ------------ | ------------ | ------------ | ------------ | ------ | ------ | ------ | ------ | ------ | ------ | --- |
| Super League   | 53    | 18      | 7       | 7       | 4       | 32      | 21      | 18           | 6            | 7            | 5            | 20           | 17           | 36     | 13     | 14     | 9      | 52     | 38     | +14 |
| Coppa Svizzera | -     | 0       | 0       | 0       | 0       | 0       | 0       | 2            | 2            | 0            | 0            | 12           | 0            | 2      | 2      | 0      | 0      | 12     | 0      | +12 |
| Europa League  | -     | 2       | 1       | 1       | 0       | 5       | 3       | 2            | 1            | 1            | 0            | 2            | 0            | 4      | 2      | 2      | 0      | 7      | 3      | +4  |
| Totale         | 53    | 20      | 8       | 8       | 4       | 37      | 24      | 22           | 9            | 8            | 5            | 34           | 17           | 42     | 17     | 16     | 9      | 71     | 41     | +30 |

### Andamento in campionato
| Giornata  | 1 | 2 | 3 | 4 | 5 | 6 | 7 | 8 | 9 | 10 | 11 | 12 | 13 | 14 | 15 | 16 | 17 | 18 | 19 | 20 | 21 | 22 | 23 | 24 | 25 | 26 | 27 | 28 | 29 | 30 | 31 | 32 | 33 | 34 | 35 | 36 |
| --------- | - | - | - | - | - | - | - | - | - | -- | -- | -- | -- | -- | -- | -- | -- | -- | -- | -- | -- | -- | -- | -- | -- | -- | -- | -- | -- | -- | -- | -- | -- | -- | -- | -- |
| Luogo     | C | T | C | T | T | C | C | T | C | T  | C  | C  | T  | C  | T  | T  | C  | T  | C  | T  | C  | T  | T  | C  | T  | C  | T  | C  | C  | T  | T  | C  | C  | T  | C  | T  |
| Risultato | N | V | N | N | V | P | P | V | V | V  | V  | P  | N  | V  | P  | P  | N  | N  | V  | V  | N  | P  | N  | N  | P  | V  | N  | P  | N  | N  | P  | V  | N  | N  | V  | V  |
| Posizione | 4 | 4 | 4 | 5 | 2 | 3 | 5 | 4 | 3 | 2  | 2  | 3  | 3  | 3  | 3  | 3  | 3  | 3  | 3  | 2  | 2  | 3  | 3  | 3  | 3  | 3  | 3  | 3  | 3  | 3  | 3  | 3  | 3  | 3  | 3  | 3  |

Legenda:

Luogo: C = Casa; T = Trasferta. Risultato: V = Vittoria; N = Pareggio; P = Sconfitta.

### Statistiche dei giocatori
| Giocatore      | Super League | Super League | Super League | Super League | Europa League Qual. | Europa League Qual. | Europa League Qual. | Europa League Qual. | Totale   | Totale | Totale      | Totale     |
| Giocatore      | Presenze     | Reti         | Ammonizioni  | Espulsioni   | Presenze            | Reti                | Ammonizioni         | Espulsioni          | Presenze | Reti   | Ammonizioni | Espulsioni |
| -------------- | ------------ | ------------ | ------------ | ------------ | ------------------- | ------------------- | ------------------- | ------------------- | -------- | ------ | ----------- | ---------- |
| F. Affolter    | 5            | 0            | 1            | 0            | 2                   | 0                   | 0                   | 0                   | 7        | 0      | 1           | 0          |
| E. Alioski     | 0            | 0            | 0            | 0            | 0                   | 0                   | 0                   | 0                   | 0        | 0      | 0           | 0          |
| I. Benito      | 1            | 0            | 0            | 0            | 1                   | 0                   | 0                   | 0                   | 2        | 0      | 0           | 0          |
| L. Bertone     | 1            | 0            | 0            | 0            | 0                   | 0                   | 0                   | 0                   | 1        | 0      | 0           | 0          |
| H. Bienvenu    | 6            | 0            | 0            | 0            | 4                   | 1                   | 0                   | 0                   | 10       | 1      | 0           | 0          |
| R. Bobadilla   | 13           | 7            | 5            | 1            | 0                   | 0                   | 0                   | 0                   | 13       | 7      | 5           | 1          |
| M. Bürki       | 1            | 0            | 0            | 0            | 0                   | 0                   | 0                   | 0                   | 1        | 0      | 0           | 0          |
| M. Costanzo    | 28           | 6            | 3            | 0            | 2                   | 0                   | 0                   | 0                   | 30       | 6      | 3           | 0          |
| D. Degen       | 25           | 2            | 6            | 0            | 3                   | 2                   | 1                   | 0                   | 28       | 4      | 7           | 0          |
| K. Doubai      | 15           | 0            | 6            | 1            | 3                   | 0                   | 0                   | 0                   | 18       | 0      | 6           | 1          |
| E. Dudar       | 0            | 0            | 0            | 0            | 0                   | 0                   | 0                   | 0                   | 0        | 0      | 0           | 0          |
| D. Dussin      | 0            | 0            | 0            | 0            | 0                   | 0                   | 0                   | 0                   | 0        | 0      | 0           | 0          |
| A. Farnerud    | 31           | 5            | 6            | 0            | 4                   | 2                   | 1                   | 0                   | 35       | 7      | 7           | 0          |
| M. Frey        | 2            | 1            | 0            | 0            | 0                   | 0                   | 0                   | 0                   | 2        | 1      | 0           | 0          |
| A. González    | 6            | 1            | 0            | 0            | 0                   | 0                   | 0                   | 0                   | 6        | 1      | 0           | 0          |
| A. Jemal       | 0            | 0            | 0            | 0            | 0                   | 0                   | 0                   | 0                   | 0        | 0      | 0           | 0          |
| N. Khalifa     | 17           | 2            | 1            | 1            | 4                   | 0                   | 1                   | 1                   | 21       | 2      | 2           | 2          |
| J. Lecjaks     | 15           | 1            | 0            | 0            | 0                   | 0                   | 0                   | 0                   | 15       | 1      | 0           | 0          |
| H. Lingani     | 0            | 0            | 0            | 0            | 0                   | 0                   | 0                   | 0                   | 0        | 0      | 0           | 0          |
| J. Martínez    | 11           | 0            | 1            | 0            | 0                   | 0                   | 0                   | 0                   | 11       | 0      | 1           | 0          |
| E. Mayuka      | 28           | 9            | 5            | 0            | 2                   | 1                   | 0                   | 0                   | 30       | 10     | 5           | 0          |
| F. Mveng       | 1            | 0            | 0            | 0            | 0                   | 0                   | 0                   | 0                   | 1        | 0      | 0           | 0          |
| Y. Mvogo       | 0            | 0            | 0            | 0            | 0                   | 0                   | 0                   | 0                   | 0        | 0      | 0           | 0          |
| A. Nef         | 30           | 4            | 10           | 0            | 3                   | 0                   | 1                   | 1                   | 33       | 4      | 11          | 1          |
| R. Nuzzolo     | 26           | 1            | 2            | 0            | 4                   | 0                   | 0                   | 0                   | 30       | 1      | 2           | 0          |
| J. Ojala       | 11           | 0            | 1            | 0            | 0                   | 0                   | 0                   | 0                   | 11       | 0      | 1           | 0          |
| M. Raimondi    | 11           | 0            | 1            | 0            | 2                   | 0                   | 0                   | 0                   | 13       | 0      | 1           | 0          |
| M. Schneuwly   | 8            | 1            | 1            | 0            | 2                   | 1                   | 1                   | 0                   | 10       | 2      | 2           | 0          |
| M. Silberbauer | 28           | 1            | 3            | 0            | 4                   | 0                   | 0                   | 0                   | 32       | 1      | 3           | 0          |
| J. Simpson     | 11           | 0            | 1            | 1            | 0                   | 0                   | 0                   | 0                   | 11       | 0      | 1           | 1          |
| C. Spycher     | 31           | 5            | 3            | 0            | 4                   | 0                   | 1                   | 0                   | 35       | 5      | 4           | 0          |
| S. Sutter      | 13           | 0            | 1            | 0            | 1                   | 0                   | 0                   | 0                   | 14       | 0      | 1           | 0          |
| Y. Traoré      | 0            | 0            | 0            | 0            | 0                   | 0                   | 0                   | 0                   | 0        | 0      | 0           | 0          |
| D. Veškovac    | 25           | 1            | 4            | 0            | 4                   | 0                   | 1                   | 0                   | 29       | 1      | 5           | 0          |
| M. Vitkieviez  | 13           | 4            | 5            | 0            | 0                   | 0                   | 0                   | 0                   | 13       | 4      | 5           | 0          |
| M. Wölfli      | 33           | 0            | 1            | 0            | 3                   | 0                   | 1                   | 0                   | 36       | 0      | 2           | 0          |
| E. Zverotić    | 23           | 0            | 5            | 0            | 3                   | 0                   | 1                   | 0                   | 26       | 0      | 6           | 0          |